# Communauté de communes du Pays Vouglaisien
La  Communauté de communes du Pays Vouglaisien  est une ancienne communauté de communes française, située dans le département de la Vienne et la région Nouvelle-Aquitaine.
Elle fusionne le 31 décembre 2016 avec la communauté de communes du Neuvillois et la communauté de communes du Mirebalais pour former la communauté de communes du Haut-Poitou.

## Composition
Elle est composée des communes suivantes :
| Nom                   | Code Insee | Gentilé                    | Superficie (km2) | Population (dernière pop. légale) | Densité (hab./km2) |
| --------------------- | ---------- | -------------------------- | ---------------- | --------------------------------- | ------------------ |
| Vouillé (siège)       | 86294      | Vouglaisiens ou Vogladiens | 33,95            | 3 665 (2014)                      | 108                |
| Ayron                 | 86017      | Ayronais                   | 28,30            | 1 183 (2014)                      | 42                 |
| Benassay              | 86021      | Benasséens                 | 42,41            | 869 (2014)                        | 20                 |
| Chalandray            | 86050      | Chalandraisiens            | 24,97            | 803 (2014)                        | 32                 |
| Chiré-en-Montreuil    | 86074      | Chiréens                   | 21,41            | 907 (2014)                        | 42                 |
| Frozes                | 86102      | Froziens                   | 8,72             | 549 (2014)                        | 63                 |
| La Chapelle-Montreuil | 86056      | Chapelois                  | 24,53            | 696 (2014)                        | 28                 |
| Latillé               | 86121      | Latiliacois                | 25,17            | 1 531 (2014)                      | 61                 |
| Lavausseau            | 86123      | Lavaucéens                 | 24,71            | 826 (2014)                        | 33                 |
| Le Rochereau          | 86208      | Rocherois                  | 8,93             | 789 (2014)                        | 88                 |
| Maillé                | 86142      |                            | 12,32            | 659 (2014)                        | 53                 |
| Montreuil-Bonnin      | 86166      | Montreuillais              | 25,76            | 746 (2014)                        | 29                 |
| Quinçay               | 86204      | Quincéens                  | 29,66            | 2 218 (2014)                      | 75                 |

## Compétences
- Collecte et traitement des déchets des ménages et déchets assimilés
- Protection et mise en valeur de l'environnement
- Action sociale
- Création, aménagement, entretien et gestion de zone d'activités industrielle, commerciale, tertiaire, artisanale ou touristique
- Action de développement économique (Soutien des activités industrielles, commerciales ou de l'emploi, Soutien des activités agricoles et forestières...)
- Tourisme
- Activités culturelles ou socioculturelles
- Schéma de cohérence territoriale (SCOT)
- Aménagement rural
- Création, aménagement, entretien de la voirie
- Programme local de l'habitat
- Politique du logement non social

## Autres adhésions
- Syndicat Mixte Vienne-Services
- Syndicat mixte du Pays des Six Vallées

## Histoire
- 01/12/97 Création du groupement
- 26/06/00 Modification statutaire
- 07/02/02 Modification statutaire
- 12/11/02 Modification statutaire